# Josep Serrasanta
Josep Serrasanta (Buenos Aires, 1916-Valldoreix, Barcelona, 1998), fue un pintor catalán.

## Biografía
De familia catalana, vivió en Cataluña desde su infancia. Estudió en la Escuela de Artes y Oficios de La Lonja, y tuvo de maestro a Francesc Gimeno. Como pintor, se decantó por los paisajes de pequeños pueblos abandonados, si bien también pintó naturalezas muertas y a las gitanillas de Barcelona. También realizó murales al temple, al fresco y al óleo en varias iglesias catalanas. Sobresale el mural que realizó en la iglesia de Santa María de Castelldefells (1950-58), y las tres bóvedas de la Catedral de Lérida. En 1950 expuso de manera individual en Terrasa y en la galería Augusta de Barcelona. Posteriormente, expuso en Madrid, Bilbao, Valencia, París, Estados Unidos y Japón. Su estilo, clásico, se basa en el uso enérgico de la espátula y en el empleo de unos colores brillantes.

## Premios
- Gran Premio Internacional de Cannes (1964)
- Grand Croix du Commandeur au Mérite National Française